# Tejupilco
Tejupilco (del nàhuatl Texohpilco, que vol dir «lloc de peus de pedra») és un municipi de l'estat de Mèxic. Tejupilco de Hidalgo és la capçalera municipal i principal centre de població d'aquesta municipalitat. Aquest municipi és a la part sud-occidental de l'estat de Mèxic. Limita al nord amb els municipis de Zacazonapan i Temascaltepec, al sud amb Amatepec, a l'oest amb Luvianos i l'estat de Guerrero i a l'est amb Sultepec, San Simón de Guerrero i Texcaltitlán.
| Localitats           | Població |
| Total municipi       | 71.077   |
| Tejupilco de Hidalgo |          |
| San Miguel Ixtapan   |          |

## Alcalde
|  | - Lino García Gama (2016-) |